# 来迎寺 (足立区)
来迎寺（らいごうじ）は、東京都足立区にある真言宗豊山派の寺院。新四国四箇領八十八箇所霊場第4番札所。

## 概要
1195年（建久6年）に開山した。その後、天和年間（1681年～1684年）に中興した。
この寺は、荒川辺八十八ヶ所霊場40番札所、荒綾八十八ヶ所霊場58番札所であったため、かつては「大師送り」と呼ばれる巡礼者で賑わったという。
境内には、子育地蔵堂や庚申塔などがある。

## 交通アクセス
- 西新井駅より徒歩7分（経路案内）。